# Abbaye de Saint-Cyran-en-Brenne
Pour les articles homonymes, voir Abbaye Saint-Michel et Saint-Michel.
L'abbaye de Saint-Cyran-en-Brenne, aussi dénommée depuis 1975 abbaye de Saint-Michel-en-Brenne, est une abbaye située dans la commune de Saint-Michel-en-Brenne dans le département de l'Indre, anciennement province du Berry.

## Histoire
Sigiran(d), devenu plus tard saint Cyran, fonda le monastère de Longoret vers 632 sur des terres offertes à cet effet par le roi Dagobert Ier, qu'il fréquentait pour s'adonner à l'un de ses plaisirs favoris, la chasse. Le monastère d'origine devint plus tard une abbaye de fondation royale portant le nom de son fondateur : l'abbaye Saint-Cyran-en-Brenne, avec une abbatiale originelle datant du XIe siècle, détruite lors de la Révolution française, et qui avait été construite sur le même modèle que l'église de Méobecq.
Par la suite deux autres saints canonisés ont vécu en cette abbaye : saint Barontus, moine du VIIe siècle et auteur de la vision de Barontus et saint Didier.
Au XVIIe siècle, l'abbaye marque son temps par le fait deux de ses abbés, Jean Duvergier de Hauranne, appelé Saint-Cyran, et son neveu Martin de Barcos qui défendirent des opinions religieuses qualifiées de jansénisme par leurs adversaires. L'abbaye Saint-Cyran-en-Brenne subit un sort comparable à son célèbre abbé quasi éponyme : elle est officiellement supprimée en 1712. Détruite sur les ordres de l'archevêque de Bourges, les religieux sont dispersés et le mobilier vendu à l'encan en 1739. Elle est vendue comme bien national en 1790. Il ne reste plus de l'illustre abbaye même qu'un corps de bâtiment appelé la Chambre des hôtes (du XVe siècle) mais sont restées debout les dépendances (granges, étables, moulins).
Elle possédait des reliques de saint Cyran, saint Génitour, saint Sylvain et saint Fructueux, renfermés dans un reliquaire en bronze doré offert, en 1860, par l'impératrice Eugénie.
Quelques décennies plus tard, les Moulins de Paris l'achetèrent et en firent, plus tard, une maison de vacances pour leurs employés.
Dans les années 1930, l'abbaye fut convertie en un élevage varié, essentiellement de chiens de chasse.

## Renouveau de l'abbaye Saint-Cyran
En juin 1975, l'abbaye de Saint-Cyran-en-Brenne fut acquise par la sœur de Marcel Lefebvre qui la renomma alors abbaye Saint-Michel. Celle-ci devint la maison mère des Sœurs de la Fraternité Saint-Pie-X. Le 8 septembre 1977, les premières postulantes rejoignirent le groupe initial.
Une perquisition menée le 21 mai 1989 dans l'abbaye permit à une quarantaine de gendarmes de saisir des bagages et de découvrir le lieu de résidence du milicien Paul Touvier, recherché par la justice française qui le condamna, en 1994, pour complicité de crimes contre l'humanité; il était alors en fuite depuis 1944 et trouvait refuge et protection dans une série d'établissements religieux. 
En mars 2017, les sœurs obtinrent le permis de construire nécessaire à l'érection d'une nouvelle abbatiale dédiée à saint Cyran; les travaux commencèrent dans la foulée et sa consécration a eu lieu le 31 octobre 2020. L’église est consacrée sous le vocable de Saint Cyran. Quant aux reliques insérées dans l’autel, ce sont celles de saint Pierre et saint Paul, apôtres, celles de saint Benoît, abbé, et de sainte Philomène, vierge et martyre.De même, un bâtiment en T sera érigé, faisant principalement office de dortoir, et reliera la nouvelle église au reste de l'abbaye qui, elle, est ceinte par un canal et un étang.
Le 18 mai 2021, une nouvelle perquisition a été menée dans l’abbaye à la suite d'un témoignage signalant la présence de Xavier Dupont-de-Ligonnès. La perquisition n’a rien donné.

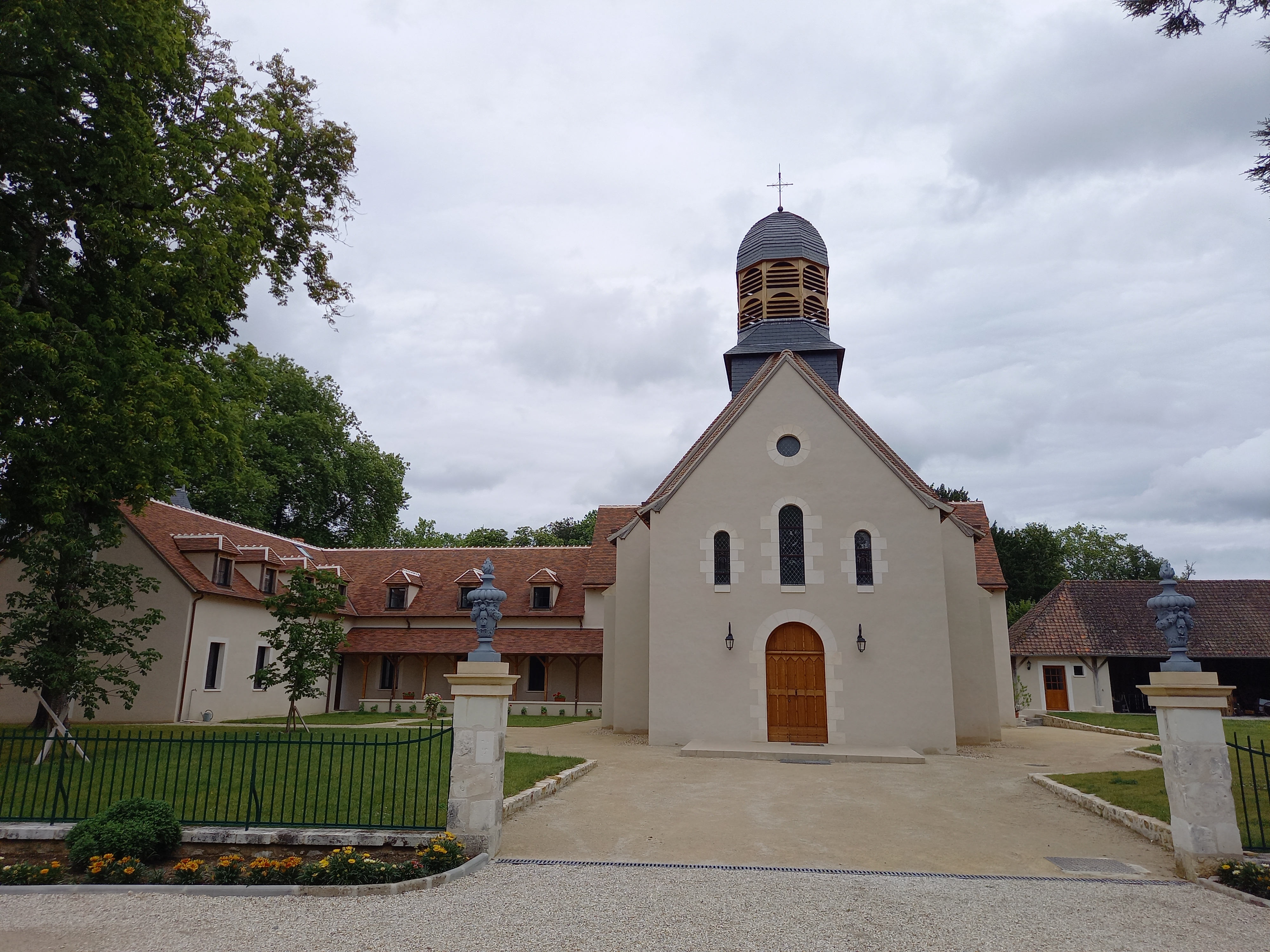
L'abbaye de Saint-Cyran-en-Brenne en 2021.
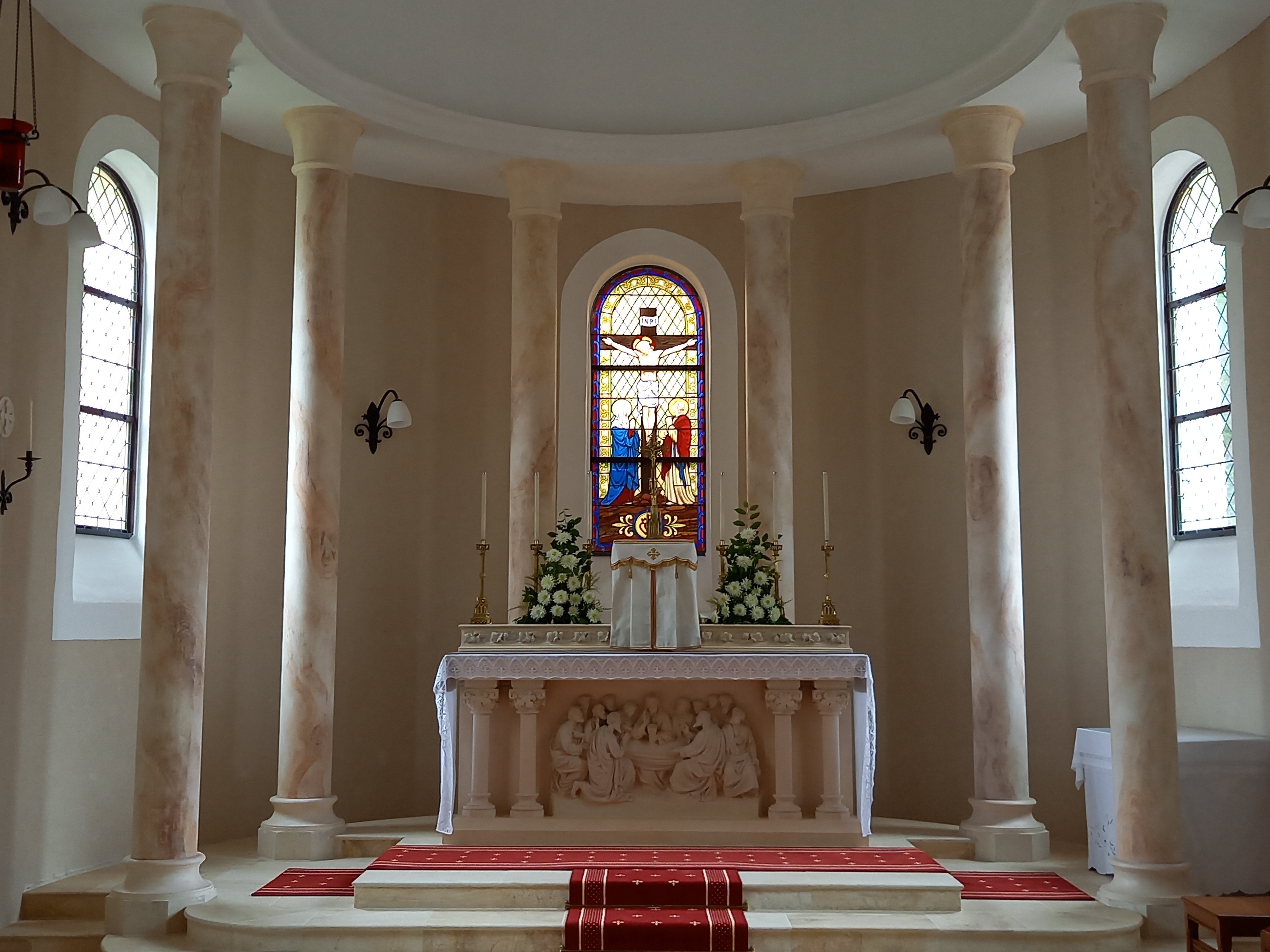
Autel de l'église.